# Rufus Wainwright (album)
Albums de Rufus Wainwright
Poses
(2001)
Rufus Wainwright est le premier album de Rufus Wainwright, sorti en 1998.
Toutes les chansons sont écrites et composées par Rufus Wainwright.
| 1.    | Foolish Love   | 5:46 |
| 2.    | Danny Boy      | 6:12 |
| 3.    | April Fools    | 5:00 |
| 4.    | In My Arms     | 4:09 |
| 5.    | Millbrook      | 2:11 |
| 6.    | Baby           | 5:13 |
| 7.    | Beauty Mark    | 2:14 |
| 8.    | Barcelona      | 6:53 |
| 9.    | Matinee Idol   | 3:08 |
| 10.   | Damned Ladies  | 4:07 |
| 11.   | Sally Ann      | 5:01 |
| 12.   | Imaginary Love | 3:28 |
| 53:26 |                |      |